# Marta Dávila
Marta Dávila (27 de octubre de 1981) es una deportista chilena que compitió en judo. Ganó una medalla de bronce en el Campeonato Panamericano de Judo de 2000 en la categoría de –63 kg.

## Palmarés internacional
| Campeonato Panamericano | Campeonato Panamericano  | Campeonato Panamericano | Campeonato Panamericano |
| Año                     | Lugar                    | Medalla                 | Categoría               |
| ----------------------- | ------------------------ | ----------------------- | ----------------------- |
| 2000                    | Orlando (Estados Unidos) | Medalla de bronce       | –63 kg                  |